# 乔瓦尼·贾科内
乔瓦尼·贾科内（義大利語：Giovanni Giacone，1900年12月1日—1964年4月1日），意大利男子足球运动员，司职守门员。他曾代表意大利国奥队参加1920年夏季奥林匹克运动会足球比赛，获得第四名。